# Masoud Shojaei
Masoud Soleimani Shojaei (Perzisch: مسعود سلیمانی شجاعی آرخلو; Shiraz, 9 juni 1984) is een Iraans voormalig voetballer die doorgaans speelde als middenvelder. Tussen 2002 en 2023 was hij actief voor Sanat Naft, Saipa, Sharjah, Osasuna, Las Palmas, Al-Shahanya, Al-Gharafa, Panionios, AEK Athene, Tractor, Nassaji Mazandaran en Havadar. Shojaei maakte in 2004 zijn debuut in het Iraans voetbalelftal en kwam uiteindelijk tot zevenentachtig interlandsoptreden met daarin negen doelpunten.

## Clubcarrière
Shojaei speelde in zijn geboorteland voor Sanat Naft en Saipa en kwam via Sharjah in 2008 in Spanje terecht. VfL Wolfsburg uit Duitsland en het Italiaanse Napoli hadden al interesse gehad, maar hij koos voor Osasuna, waar zijn landgenoot Javad Nekounam eveneens onder contract stond. In juni 2013 verliet hij de club na het aflopen van zijn verbintenis. Hij leek naar Real Valladolid te vertrekken, maar op 3 september 2013 tekende hij bij Las Palmas. In het seizoen 2013/14 speelde hij voor deze club 29 competitieduels in de Segunda División A, waarin hij vijfmaal trefzeker was.
Na afloop van het seizoen vertrok Shojaei bij Las Palmas en was hij twee maanden clubloos, tot hij een contract tekende op 11 september bij het Qatarese Al-Shahanya. Een dag later maakte hij in de derde speelronde van het seizoen 2014/15 zijn debuut in de Qatar Stars League. In de veertiende speelronde, op 14 december 2014, maakte Shojaei in het duel tegen Al Sadd een hattrick (1–3 winst). Zijn eerste seizoen in de Qatarese competitie sloot Shojaei op 16 april 2015 af; in totaal speelde hij 24 wedstrijden en maakte hij naast de hattrick nog twee doelpunten. In de zomerstop maakte hij de overstap naar Al-Gharafa, waarmee hij in september 2015 aan het seizoen 2015/16 begon.
Na een jaar vertrok Shojaei transfervrij bij de Qatarese club. Hij zette zijn handtekening onder een eenjarige verbintenis bij het Griekse Panionios. Hier kwam hij zijn landgenoot Karim Ansarifard tegen. Na anderhalf jaar nam AEK Athene hem over. In de Griekse hoofdstad tekende hij voor een half jaar, met een optie op één seizoen extra. Deze optie werd niet gelicht en Shojaei verliet AEK in de zomer van 2018. Hierop tekende de Iraniër voor drie seizoenen bij Tractor, waarmee hij na twaalf jaar terugkeerde naar zijn vaderland. Sjojaei stapte na drie jaar over naar Nassaji Mazandaran. In de winterstop van 2023 maakte hij de overstap naar competitiegenoot Havadar. Medio 2023 besloot Shojaei op negenendertigjarige leeftijd een punt te zetten achter zijn actieve loopbaan.

## Interlandcarrière
Shojaei maakte zijn debuut in het Iraans voetbalelftal op 17 november 2004. Op die dag werd een WK-kwalificatieduel tegen Laos met 7–0 gewonnen. De middenvelder mocht in de tweede helft invallen. Zijn eerste interlanddoelpunt maakte Shojaei op 28 maart 2009, toen hij in een met 1–2 verloren interland tegen Saoedi-Arabië de score opende. Met Iran nam Shojaei deel aan de Aziatische kampioenschappen in 2011 en in in 2015. In het laatstgenoemde toernooi maakte hij op 11 januari 2015 in de eerste groepswedstrijd tegen Bahrein het beslissende doelpunt (2–0 in de 71ste minuut, 2–0 winst).